# Walder Alm

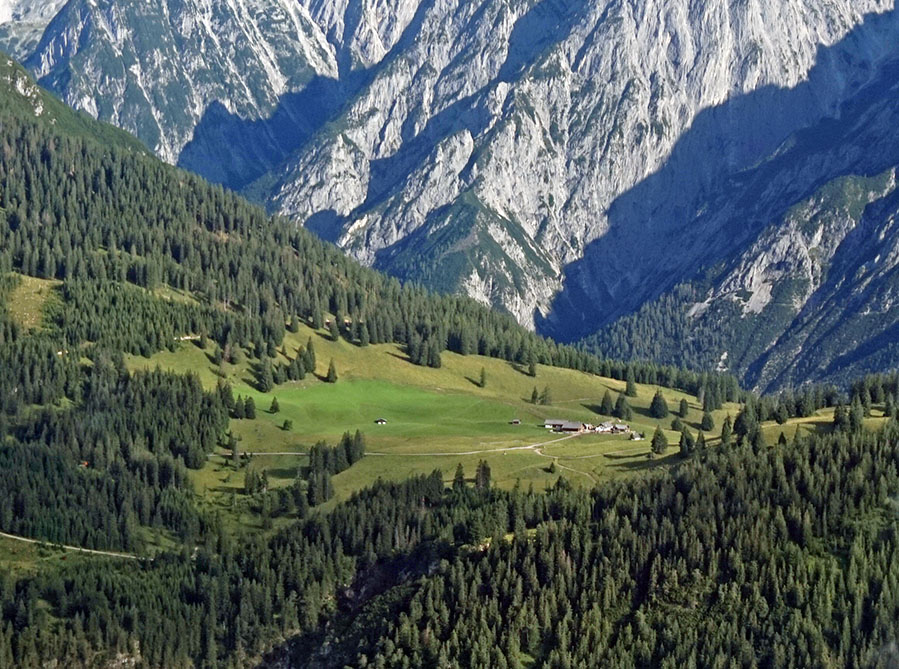
Die Walder Alm gegen die Hinterautal-Vomper-Kette

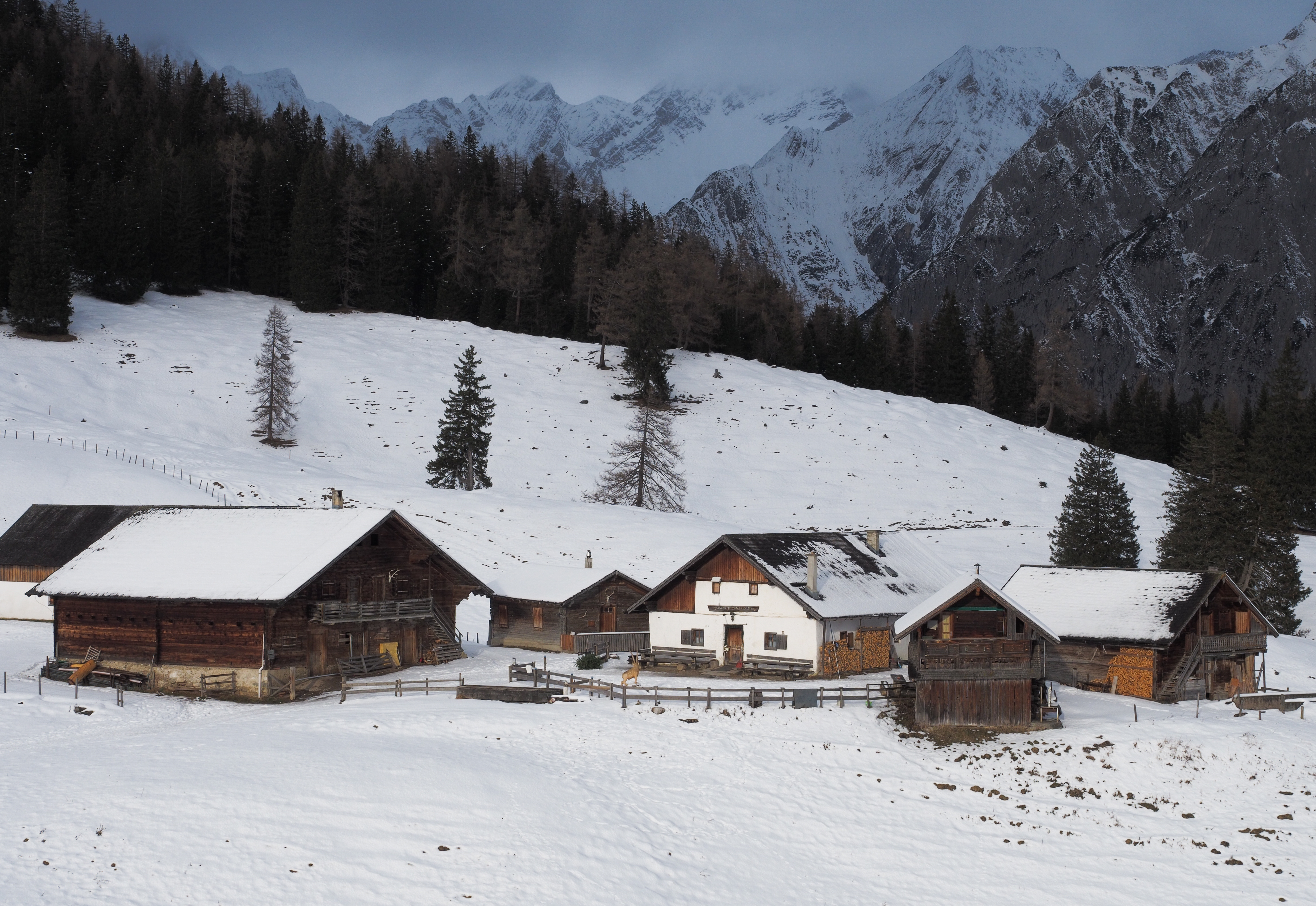
Die Gebäude der Walder Alm im Winter

Die Walder Alm (auch: Walderalm) ist eine Alm im Gemeindegebiet von Gnadenwald in der Gleirsch-Halltal-Kette im Karwendel in Tirol.

## Lage und Umgebung
Die Walder Alm liegt auf einer Höhe von 1511 m ü. A. auf einem Hochplateau in der Gleirsch-Halltal-Kette zwischen dem Hundskopf (2243 m ü. A.) im Westen und dem Walder Joch (1636 m ü. A.) im Osten.
Sie ist von St. Martin über eine Mautstraße bis zur Hinterhornalm, von St. Michael über den alten Walderalmweg über den Gungglkopf oder über den Knappensteig aus dem Vomper Loch erreichbar.

## Gebäude

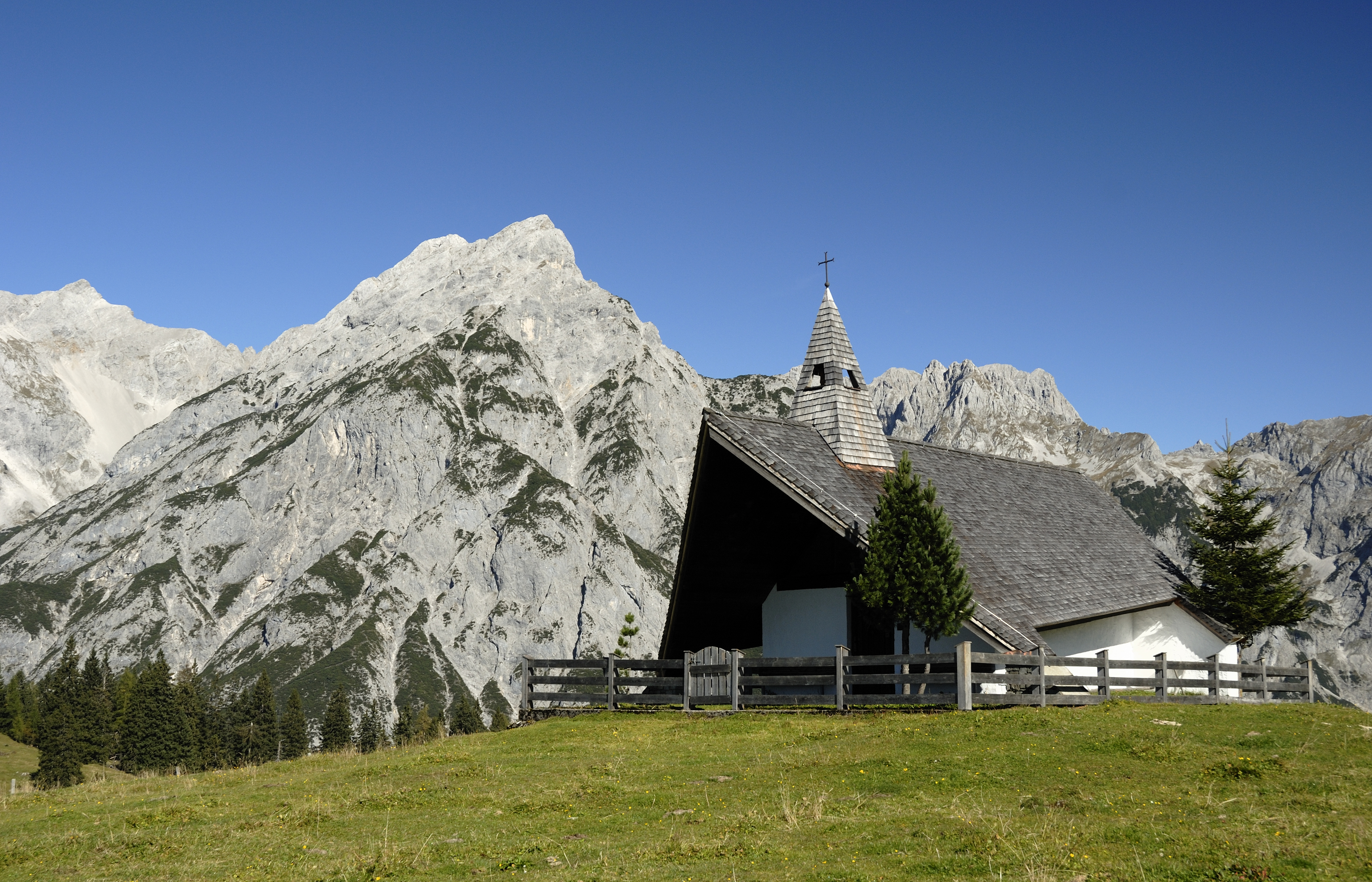
Die Kapelle

Die Almanlage geht bis ins 17. Jahrhundert zurück und besteht aus einer Kaser und fünf Wirtschaftsgebäuden. Die Kaser ist in Ständerbauweise aufgeführt und nachträglich verputzt, die Wirtschaftsgebäude sind in überkämmter Blockbauweise gezimmert. In der Kaser befindet sich eine Jausenstation, die anderen Gebäude dienen almwirtschaftlichen Zwecken und haben teilweise einen zu Wohnzwecken ausgebauten Raum.
Südöstlich der Almgebäude steht eine Maria Schutz geweihte Kapelle. Der 1971 errichtete zeltartige Bau besteht aus einem Ziegelmauersockel mit Glasfronten an beiden Seiten und einem bis zum Boden reichenden Satteldach. Am First setzt der pyramidenförmige Glockenturm an. Im Inneren befindet sich ein modernes Kruzifix an der Giebelfläche oberhalb des Altars.